# 選舉委員會
選舉委員會是指一國政府或地方政府中主責操辦选举相關事務的行政機關。

## 功能

### 獨立模式
在獨立模式下，選舉委員會獨立於行政部門，並管理自己的預算。具有獨立選舉委員會的國家包括澳大利亞、加拿大、印度、約旦、尼日利亞、巴基斯坦、波蘭、羅馬尼亞、南非、斯里蘭卡、泰國和英國等。在其中一些國家／地區中，選舉委員會的獨立性在憲法上得到了保障，例如，《南非憲法》第190 條。

### 分支模式
在分支機構模式中，選舉委員會通常稱為選舉分支機構，通常是憲法認可的獨立政府分支機構，其成員由行政或立法部門任命。設有選舉部門的國家包括玻利維亞、哥斯達黎加、巴拿馬、尼加拉瓜和委內瑞拉等。

### 混合模式
在混合模式中，有一個獨立的董事會來確定政策，但是對於執行部門來說，實施通常是一個事，由獨立的董事會來進行不同程度的監督。具有這種模式的國家包括喀麥隆、法國、德國、日本、塞內加爾和西班牙等。

### 行政模式
在行政模式中，選舉委員會由內閣大臣領導，是政府行政部門的一部分，可能包括地方政府機構，作為中央機構的代理人。具有此模式的國家／地區包括丹麥、新加坡、瑞典、瑞士、突尼斯等。在美國，聯邦、州和地方辦事處的選舉由每個州政府的行政部門進行管理，例如，參見佛羅里達州的選舉委員會。

### 司法模式
在司法模式中，選舉委員會由特別的“選舉法院”密切監督並最終負責。具有這種模式的國家包括阿根廷、巴西和墨西哥等。

## 列表
| 主權国家/地區    | 選舉機構               | 政治體制                | 中央政府/地方政府  | 國旗/區旗 | 國徽/區徽 | 選舉地區 |
| ---------------- | ---------------------- | ----------------------- | ------------------ | --------- | --------- | -------- |
| 中華民國（臺灣） | 中華民國中央選舉委員會 | 半總統制立憲共和制      | 中華民國政府       |           |           |          |
| 香港             | 香港選舉管理委員會     | 特別行政區              | 香港特別行政區政府 |           |           |          |
| 澳門             | 澳門選舉管理委員會     | 特別行政區              | 澳門特別行政區政府 |           |           |          |
| 马来西亚         | 馬來西亞選舉委員會     | 議會制君主立憲制        | 馬來西亞政府       |           |           |          |
| 俄羅斯           | 俄罗斯中央选举委员会   | 聯邦制                  | 俄羅斯聯邦政府     |           |           |          |
|                  | 澳大利亚选举委员会     | 聯邦制君主立憲制        | 澳洲政府           |           |           |          |
| 英国             | 英國選舉委員會         | 議會制君主立憲制        | 英國政府           |           |           |          |
| 美国             | 聯邦選舉委員會         | 聯邦制總統制            | 美國政府           |           |           |          |
| 日本             | 選舉管理委員會         | 君主立憲制              | 日本國政府         |           |           |          |
| 大韓民國（）     | 中央選舉管理委員會     | 總統制立憲共和制        | 大韓民國政府       |           |           |          |
| 南非             | 南非選舉委員會         | 議會制                  | 南非政府           |           |           |          |
| 緬甸             | 联邦选举委员会         | 議會制共和制 威权军政府 | 國家管理委員會     |           |           |          |

### 其他機構
- 伊朗：宪法监督委员会

## 外部連結
- Association of Asian Election Authorities
- Association of European Election Officials （页面存档备份，存于）